# الروبل الرقمي
الروبل الرقمي (الروسية: Цифровой рубль) هي عملة رقمية للبنك المركزي (CBDC)، طوّرها بنك روسيا، هي الشكل الثالث للعملة الوطنية الروسية، بالإضافة إلى الروبل الروسي، سواءً كان نقديًا أو غير نقدي. جميع أشكال الروبل متكافئة. سيُصدر بنك روسيا الروبل الرقمي في صورة رقمية، ويجمع بين خصائص الروبل النقدي وغير النقدي.

### تاريخ

#### مشروع
في أعقاب تطور العملات المشفرة، في أكتوبر 2017، أُعد مشروع قرار حكومي بشأن التنفيذ التكنولوجي لإنشاء "الروبل المشفر".
قدم البنك المركزي للاتحاد الروسي في أكتوبر 2020 تقريرًا عن إنشاء العملة الرقمية للبنك المركزي. أُكد أن البنك المركزي لن يصبح عملة مشفرة، حيث ستُصدر مركزيًا من قِبل بنك روسيا، الذي سيصبح ضامنًا لأمن التسويات. وحدات أرقام الروبل هي علامات مميزة للرمز الرقمي. يجب على البنك المركزي الجمع بين وظيفة غير النقدية والنقدية- يُمكن تنفيذها عن بُعد ومن خلال محفظة غير متصلة بالإنترنت؛ سيُحول الروبل الرقمي إلى نقد وغير نقدي بمعدل 1: 1. يُقدم التقرير 4 نماذج محتملة لتنفيذ تداول البنك المركزي للأوراق المالية، اعتمادًا على من وكيف ولمن تُوفر المحافظ والعديد من الحسابات. في الوقت نفسه، قدر السكرتير الصحفي الرئاسي دميتري بيسكوف توقيت طرح الروبل للعملة الأجنبية في غضون 3-7 سنوات.
أعلن البنك المركزي الروسي في أبريل 2021 عن المرحلة الحالية للمشروع. اختير نموذج يتيح لبنك روسيا فتح محافظ للمؤسسات المالية وصيانتها، التي بدورها تفتح محافظًا للعملاء وتصونها. بحلول نهاية عام 2021، كان من المقرر إنشاء منصة لاختبار الروبل الرقمي العام المقبل.
في يونيو 2021، حدد البنك المركزي 12 بنكًا يشاركون في اختبار كتل الروبل في يناير 2022:Ak Bars Bank ،Alfa-Bank ،Bank DOM.RF، VTB Bank Gazprombank ،Tinkoff Bank ،Promsvyazbank ، Rosbank ، Sberbank ، SKB-Bank، Bank SOYUZ، Bank TKB.

### الاختبار والإطلاق
بدأ الاختبار في 19 يناير 2022؛ بدأ بنك روسيا والمشاركون في السوق في 15 فبراير 2022، اختبار منصة الروبل الرقمية وأجروا بنجاح أول تحويلات بالروبل الرقمي بين المواطنين؛ يخططون في المستقبل لاختبار الدفع مقابل السلع والخدمات باستخدامها.
في مؤتمر صحفي عُقد في 16 سبتمبر 2022، أعلنت إلفيرا نابيولينا، مديرة بنك روسيا، عن تاريخ بدء اختبار الروبل الرقمي مع العملاء الحقيقيين في 1 أبريل 2023.

### التنظيم القانوني
أقرّ مجلس الدوما في 20 يونيو 2023 مشروع قانون يُقر بالعملة الرقمية كحق للتعاقد، الملكية، والإرث، وفي 11 يوليو، أقر في القراءتين الثانية والثالثة قانونًا بشأن تطبيق الروبل الرقمي. ووقع رئيس روسيا القانون في 24 يوليو 2023.

### رد فعل
وصف وزير المالية الروسي، أنطون سيلوانوف، الروبل الرقمي بأنه واعد. أوضح الوزير موثوقيته بِكون البنك المركزي هو الجهة المُصدرة للعملة. وفقًا لسيلوانوف، سيكون المشروع ذا أهمية للميزانية نظرًا لشفافيته.
في نهاية عام 2020، انتقد سبيربنك تقريرًا أدى إلى تحويل 2-4 تريليون روبل إلى روبل رقمي، مما يؤدي إلى انخفاض أسعار الإقراض. أُنشأت حوالي نصف البنوك في ذلك الوقت بالروبل غير ذي معنى. حذر سبيربنك من المخاطر المرتبطة بانخفاض الاستقرار السيبراني للشكل الجديد من العملة. لزيادة ذلك، من وجهة نظر نائب رئيس مجلس إدارة البنك، ستانيسلاف كوزنيتسوف، من الضروري إنشاء نظام عالي الجودة، الذي سيكلف 20-25 مليار روبل.
تشمل مخاطر إدخال الروبل الرقمي الإفراط في التنظيم، احتكار النظام المالي لروسيا، ومحاولات وضع قيود على تداول الأموال للمواطنين، المنظمات، المؤسسات الحكومية، والبلدية، فضلاً عن إمكانية حرمان المال من وظيفته الرئيسية- وظيفة التراكم. في استطلاع أجرته Mail.ru في أغسطس 2023، اتضح أن الروس بشكل عام لا يبدون اهتمامًا بالروبل الرقمي: يُخطط 12٪ فقط من المشاركين لاستخدامه. من بين العيوب عدم الثقة في العملات الرقمية بشكل عام، الخوف من سيطرة الدولة على الشؤون المالية، نقص المزايا الواضحة مقارنة بالمدفوعات غير النقدية المعتادة، عدم القدرة على سحب النقود من أجهزة الصراف الآلي، استرداد النقود، والفائدة على الودائع.
اقترح البعض أن روسيا ستحاول، باستخدام الروبل الرقمي للبنك المركزي، التحايل على العقوبات الاقتصادية المفروضة على البلاد.

### أنظر أيضًا
- العملة الرقمية للبنك المركزي
- الروبية الرقمية
- الرنمينبي الرقمي